# Bình đẳng trước pháp luật

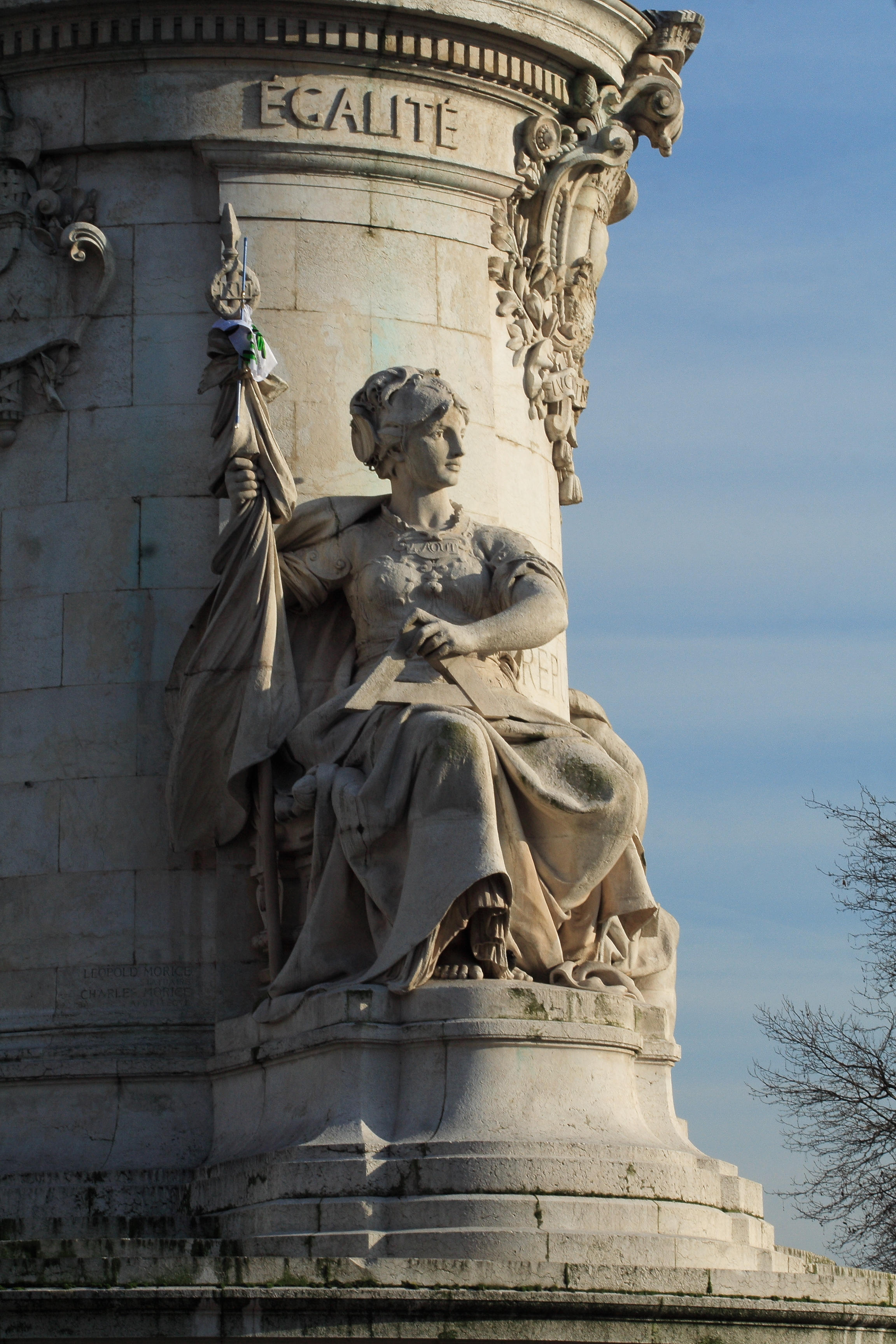
Tượng Nữ thần công lý ở Paris

Bình đẳng trước pháp luật hay quyền bình đẳng trước pháp luật là những nguyên lý của pháp quyền được thể hiện qua các quy định cụ thể (các quy phạm pháp luật) thiết lập về quyền được đối xử một cách như nhau, công bằng giữa mọi công dân trước pháp luật, theo đó, mọi công dân, nam, nữ thuộc các dân tộc, tín ngưỡng, tôn giáo, thành phần, địa vị xã hội khác nhau trong một quốc gia đều không bị phân biệt đối xử trong việc hưởng quyền, nghĩa vụ và chịu trách nhiệm pháp lý theo quy định của pháp luật.
Bản Tuyên ngôn Quốc tế Nhân quyền đã nêu lên trong điều 7:
| “ | Tất cả mọi người đều bình đẳng trước pháp luật, và phải được bảo vệ một cách bình đẳng, không kỳ thị phân biệt. Tất cả đều được quyền bảo vệ ngang nhau, chống lại mọi kỳ thị vi phạm Bản Tuyên Ngôn này, cũng như chống lại mọi kích động dẫn đến kỳ thị như vậy. | ” |

Theo Liên Hợp Quốc thì nguyên lý này rất quan trọng cho những người thiểu số và người nghèo.

## Khát quát
Quyền bình đẳng trước pháp luật được thể hiện trong tất cả các lĩnh vực của đời sống xã hội đặc biệt là các lĩnh vực kinh tế, chính trị, văn hóa – xã hội nhất là quyền bình đẳng trong lĩnh vực pháp lý, tư pháp, tố tụng. Tiêu chí của một đất nước văn minh hiện nay là luật pháp phải được thượng tôn bất kể vị thế giữa người vi phạm và bị xâm phạm.
Quyền và nghĩa vụ của công dân không bị phân biệt bởi giới tính, dân tộc, tín ngưỡng, tôn giáo, giàu nghèo, thành phần xã hội, địa vị xã hội... Trong cùng một điều kiện như nhau, công dân được hưởng quyền và nghĩa vụ như nhau, có tư cách pháp lý như nhau. Nhưng mức độ sử dụng các quyền và nghĩa vụ đó đến đâu phụ thuộc rất nhiều vào khả năng, điều kiện và hoàn cảnh của mỗi người. Nhà nước phải có vai trò quan trọng trong việc bảo đảm cho công dân thực hiện quyền và nghĩa vụ một cách bình đẳng, công dân cần thực hiện tốt các nghĩa vụ được Hiến pháp và luật xác định là điều kiện để sử dụng quyền của mình.
Quyền bình đẳng trước pháp luật cũng là một trong những nguyên tắc pháp lý cơ bản ở nhiều nước. Hiến pháp Việt Nam quy định: Mọi công dân Việt Nam đều có quyền bình đẳng về quyền và nghĩa vụ. Công dân không phân biệt dân tộc, nam nữ, thành phần xã hội, tín ngưỡng, tôn giáo, trình độ văn hóa, nghề nghiệp, thời hạn cư trú, đủ 18 tuổi trở lên đều có quyền bầu cử và đủ 21 tuổi trở lên có quyền ứng cử vào quốc hội, hội đồng nhân dân theo quy định của pháp luật. Hiến pháp xác định quyền bình đẳng của phụ nữ và nam giới về mọi mặt chính trị, kinh tế, văn hóa, xã hội và gia đình.

## Một số khía cạnh

### Quyền và nghĩa vụ
Công dân bình đẳng về quyền và nghĩa vụ có nghĩa là bình đẳng về hưởng quyền và làm nghĩa vụ trước Nhà nước và xã hội, quyền và nghĩa vụ không tách rời nhau, thể hiện qua việc Mọi công dân đều được hưởng quyền và phải thực hiện nghĩa vụ của mình: Một số quyền cơ bản như quyền bầu cử, ứng cử, sở hữu, thừa kế, các quyền tự do cơ bản và quyền dân sự, chính trị khác, nhân quyền, quyền tự do ngôn luận, quyền tự do cư trú, tự do đi lại, quyền thông tin... Nghĩa vụ lao động công ích, đóng thuế...

### Trách nhiệm pháp lý
Bình đẳng về trách nhiệm pháp lý là bất kỳ công dân nào vi phạm pháp luật đều bị xử lý bằng các chế tài theo quy định của pháp luật. Ví dụ như khi truy cứu trách nghiệm pháp lý đối với chủ thể có hành vi vi phạm được quy định trong pháp luật và chỉ trong giới hạn mà pháp luật quy định do cơ quan nhà nước có thẩm quyền áp dụng. Việc truy cứu trách nhiệm phải kịp thời, chính xác, công bằng, hợp lý. Khi xét xử thì mọi người phải bình đẳng trước tòa án.
Trên thực tế nhiều nước chưa thật sự có sự bình đẳng trong trách nhiệm pháp lý, nhất là trong quá trình tố tụng, như tại Việt Nam, với triết lý Nho giáo đã ăn sâu từ lâu là: Hình phạt thì không tới bậc đại phu, lễ nghi không tới bậc thứ dân tức là tức là hình luật chẳng thể phạm đến những kẻ bề trên, cho nên một số ý kiến cho rằng chỉ khi mọi người đều có ý thức tôn trọng pháp luật như nhau thì mới gọi là công bằng, mới không có cái gọi là nhờn luật, mặt khác sự can thiệp của hệ thống Đảng Cộng sản Việt Nam các cấp vào pháp luật đã tạo ra một quy trình bên ngoài pháp luật đồng thời những bản án tuyên phạt của tòa án nước này trong nhiều trường hợp chưa được sự đồng tình của xã hội vì quá cả nể, nhẹ tay với kẻ có quyền thế, địa vị, hoặc tiền bạc nhưng quá hà khắc đối với người yếu thế, nghèo khó nên đã nêu lên vấn đề về sự bình đẳng trước pháp luật.

### Nhà nước và công dân
Chính Nhà nước cũng được xem như một pháp nhân: Các quyết định của chính quyền như vậy cũng phải tuân thủ nguyên tắc hợp pháp như bao chủ thế pháp lý khác. Nguyên tắc này cho phép đóng khung hoạt động của quyền lực công và đặt hoạt động đó vào khuôn khổ của nguyên tắc pháp chế, vốn trước tiên dựa trên các nguyên tắc hiến định.
Trong khuôn khổ đó, các cưỡng chế hướng lên Nhà nước sẽ mạnh mẽ: Các quy định mà Nhà nước đưa ra và các quyết định mà Nhà nước ban hành phải tuân thủ toàn thể các quy phạm pháp luật cao hơn đang có hiệu lực (các luật, điều ước quốc tế và các nguyên tắc mang tính Hiến pháp), không được quyền hưởng bất kì ưu tiên về mặt tài phán. Các cá nhân cũng như pháp nhân của luật tư như thế là đối lập tranh cãi với các quyết định của cơ quan công quyền bằng các đối lập với các quy phạm mà cơ quan này ban hành. Trong khuôn mẫu này, vai trò của các cơ quan tài phán là vô cùng cần thiết và sự độc lập của tư pháp là bắt buộc.